# Aki szelet vet (film, 1960)
Aki szelet vet, eredeti angol nyelvű címén Inherit the Wind, egy 1960-ban bemutatott amerikai fekete-fehér filmdráma, Stanley Kramer rendezésében, Jerome Lawrence és Robert Edwin Lee 1955-ös azonos című színpadi műve alapján. Cselekménye az 1925-ös daytoni „majomper” valós eseményein alapul, sok fikciós elemmel bővítve, erősen dramatizálva. Két főszereplője a mélyen hívő hitszónok és a minden hájjal megkent védőügyvéd (Fredric March és Spencer Tracy kiemelkedő alakításában). Vitájuk két világ, két nézetrendszer ütközése, amely családokat zilál szét, barátokat fordít egymás ellen. A kiegyezés lehetetlen, egyiküknek buknia kell.

## Az alapmű és a film
Az Inherit the Wind című amerikai színművet Jerome Lawrence és Robert Edwin Lee írta, 1955-ben mutatták be az USA-ban. Az 1925-ös per felidézésével a korabeli maccarthysta perek ellen emeltek szót. A színművet Magyarországon Aki szelet vet címmel 1960. június 17-én mutatták be a Magyar Néphadsereg Színházában, Kazán István rendezésében. A magyar színpadi ősbemutató egy héttel előzte meg a dráma alapján készült Stanley Kramer-film első, berlini bemutatását.
Kramer filmjét először a 10. Berlini Nemzetközi Filmfesztiválon mutatták be, 1960. június 25-én, ahol megjelent Nyugat-Berlin kormányzó polgármestere, Willy Brandt is. Az Egyesült Államokban először a valós majomper egykori színhelyén, a Tennessee állambeli Daytonban mutatták be, 1960. június 21-én

## A cím
A színmű és a film eredeti címe, „Inherit the Wind” egy bibliai idézet része, A Példabeszédek könyvének II. fejezetéből való, Salamon király bölcs mondásai gyűjteményének 11-29. verse. A szövegnek mind angol, mind magyar fordítása sokféle változatban létezik, itt csak egyet idézünk:

„He who troubles his own house shall inherit the wind; and the fool shall be servant to the wise in heart.”

– New Heart English Bible szövege

„A ki megháborítja az ő házát, annak öröksége szél lesz; és a bolond szolgája a bölcs elméjűnek.”

– Károli Gáspár fordítása.

A bibliai mondás arra figyelmeztet: aki (ostobaságból vagy vakbuzgóságból) szerettei ellen fordul, annak semmije sem marad. A film egyik kulcsjelenetében Matthew Harrison Brady (Fredric March) ezzel az idézettel fékezi meg a bigott tiszteletest (Claude Atkins), aki megátkozza tulajdon leányát (Donna Anderson), mert az kitart megvádolt vőlegénye mellett.
A magyar cím véletlen vagy tudatos félrefordítás. Az ismert közmondás – Aki szelet vet, vihart arat – értelme: aki zavart kelt, nagyobb bajt okoz. A jelentés hasonló a „ki mint vet, úgy arat” közmondáséhoz. A mondás értelme különbözik a bibliai szöveg értelmétől.

## Cselekmény
Helyszín a fiktív Hillsboro városa, Nebraska államban. Bertram T. Cates fiatal tanár biológiaórán Darwin evolúciós elméletét tanítja. Óráját a békebíró szakítja félbe, aki letartóztatja Cates-t, mert az államban törvény tiltja, hogy állami iskola tanára a Szentírásnak az ember teremtésére vonatkozó tanításával ellenkező elméletet oktassanak, nevezetesen az ember darwini fejlődéstörténetét.
A városi tanácsban egymásnak feszülnek az indulatok, de a tudományos világnézet hívei hiába érvelnek, hogy a város az USA többi tagállamában nevetség tárgyává válik, tanulóikat alkalmatlannak nyilvánítják egyetemi felvételin, a polgármester azonban újjáválasztása érdekében ragaszkodik a per lefolytatásához, a fundamentalista alapelvekhez ragaszkodó Brown tiszteletes úr támogatásával. A sajtóból megtudják, hogy Matthew Harrison Brady hírneves ügyvéd, hitszónok és bibliaszakértő, több elnök kampánytanácsadója személyesen jelentkezett közvádlónak. Személye elsöprő támogatást nyújt az evolúciós tan ellenzőinek. Jelenléte Hillsboro számára sajtónyilvánosságot, országos ismertséget, tömegesen érkező szimpatizánsokat jelent, akiknek ellátásában, elszállásolásában a városi vállalkozók nagy üzletet szimatolnak.
Cates-t a fogdában meglátogatja menyasszonya, Rachel, a tiszteletes lánya. Megfogadja, hogy minden bajban kitart szerelme mellett. Hornbeck, a Baltimore Herald napilap cinikus és nyegle szerkesztője, akinek számára a „hillsborói eretnekről”, „napjaink Dreyfus-áról” való tudósítás csak példányszámnövelést jelent, bejelenti, hogy újságja védőügyvédet fogadott Cates számára, a közismert és sikeres chicagói Henry Drummond személyében.
A városba érkező Bradyt és feleségét a teremtéspártiak lelkes tömege fogadja, zenekarral, ünnepélyes processzióval kísérik szállására. A díszbeszédek után a polgármester, a kormányzó engedélyével kinevezi Bradyt az állam polgárőrségének ezredesévé. Brady megígéri, hogy a „mennyei Hillsborót” megvédelmezi „a pokol erőinek támadásától”. Drummondot csak Hornbeck szerkesztő fogadja az autóbusz-állomáson. Váratlan segítőkre lelnek azonban Cates diákjaiban, akik kiállnak tanárukért. A szállodában a két ügyvéd, vád és védelem képviselője régi barátokként üdvözlik egymást.

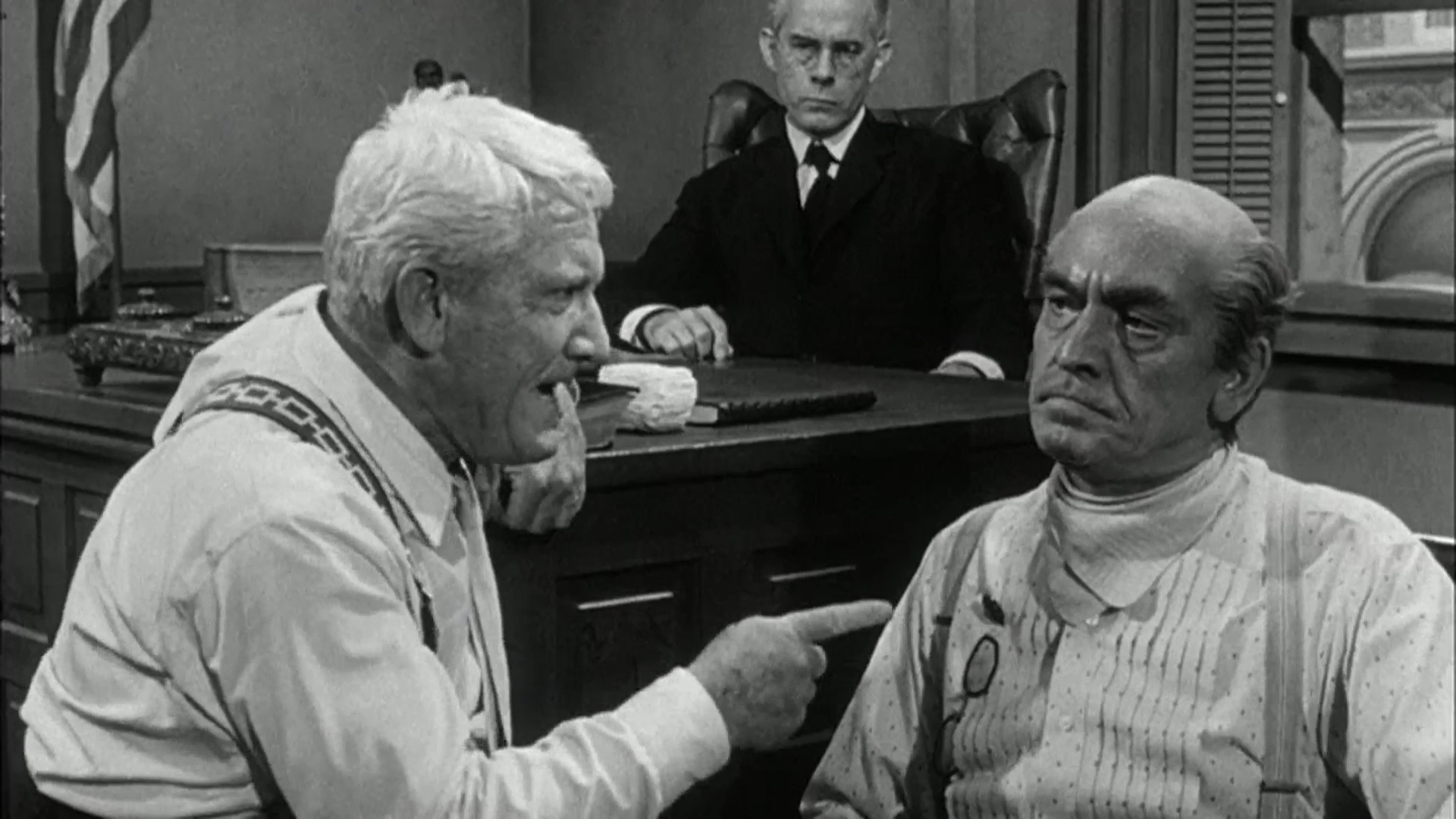
Drummond és Brady (Spencer Tracy, Fredric March). Háttérben Coffey bíró (Harry Morgan)

Drummond és Brady már az első tárgyalási napon, az esküdtek kiválasztásakor konfrontálódnak, szurkálják egymást. A bíróság körül tüntetők éltetik Bradyt és piszkolják a vádlottat. Drummond igyekszik a védence elleni hangulatkeltést mérsékelni, levéteti a bíróság épületéről az „Olvasd a Bibliát” táblákat. Tiltakozik Brady „ezredes úr”-ként való megszólítása ellen, a polgármester a békesség kedvééért őt is kinevezi ezredessé. Drummond tiltakozik, amikor Brown tiszteletes a bíróságon hirdeti ki az aznapra összehívott, „igazságért könyörgő” ájtatosságot. Rachel kéri vőlegényét, vonja vissza tanítását, mert az ő személye itt már mellékes, csak eszköznek használják, hogy szembefordítsák barátaival. Maga Cates is kételkedni kezd saját igazában.
Az igét hirdető Brown tiszteletes az „istentelenek” ellen uszítja hallgatóságát. Kéri Istent, sújtson le Cates-re. Elragadtatásában még saját leányát, Rachelt is átkozni kezdi, mert megvádolt vőlegénye védelmére kel. Elszabadult indulatát maga Brady fékezi meg: „Mégiscsak túlbuzgóság annak elpusztítását követelni, akinek megőrzése a feladatunk.” Idézi a bölcs Salamon szavait: „Aki megháborítja saját házát, öröksége a szél lészen.” Keresztényi megbocsátásra hívja fel a hallgatóságot. Az összetört Rachelt Bradyék kísérik haza. A lány kesereg apja kérlelhetetlensége miatt, ahogy most őt átkozza, úgy tagadta meg a feloldozást korábban a balesetben meghalt, ártatlan Stebbins-gyerektől is. Őszintén feltárja Bradynek problémáit, intim beszélgetéseit Cates-szel. Este Drummond, és Brady, két öreg harcostárs a régi szép időkről értekeznek, amikor még kölcsönösen értették egymást, de nézeteik azóta eltávolodtak.
A tárgyaláson kihallgatják Cates tanítványait. Brady úgy szónokol, mint egy választási nagygyűlésen, az ifjúság megrontását és ez erkölcsös világ végső pusztulását vizionálja. Brady ezután Rachelt szólítja tanúnak, aki előző este bizalommal kiöntötte szívét neki, Brady most ezzel visszaélve kijátssza őt vőlegénye ellen. Beszélnie kell kettejük intim beszélgetéseiről, Cates kételyeiről. Cates védeni akarja Rachelt és megtiltja, hogy Drummond is kikérdezze Rachelt.  A védelem helyzete egyre reménytelenebbé válik. Drummond kéri neves természettudósok tanúként való meghallgatását, de a vád tiltakozik: a per a törvény megsértésének tényállásáról folyik, nem magáról a hatályos törvényről, amelyről a tudósok véleménye érdektelen. A bíró a tudósokat elutasítja, Drummond dühödten tiltakozik. A bíróság megsértése miatt a bíró elzárással vagy magas összegű bírsággal sújtja. A hallgatóságból váratlanul előáll John Stebbins, a halott fiú édesapja és felajánlja saját farmját a bírság fedezetéül, a város bankára pedig kezességet vállal a farm értékéért. Drummond mentesül a lecsukatástól. Éjszaka a városban fáklyás tüntetők vonulnak, Cates szalmabábját égetik, a vádlott és védője halálát skandálják, téglával bedobják Cates cellájának ablakát.
Drummond már csak a csodában reménykedik. A cinikus Hornbeck odaadja neki Brady ajándékát, a Bibliát, az tele van csodákkal. Másnap reggel Drummond bejelenti, hogy Bradyt, mint neves Biblia-szakértőt kívánja tanúként meghallgatni. Brady lelkesen vállalja, a bíró engedélyezi. Az első kérdésre Brady megerősíti, hogy a Biblia minden kijelentését szó szerint kell érteni. Drummond ekkor olyan részeket idéz, ahol a szó szerinti értelmezés nyilvánvaló ellentmondásban van a természet törvényeivel. Brady harsányan viccelődve próbál kitérni a képtelenségek beismerése elől, de Drummond rávezeti, hogy a hit sem mentesít a szuverén emberi gondolkodás kötelessége alól. Addig hecceli Bradyt, amíg az szorultságában azt nem mondja, Isten szól hozzá, tőle tudja az egyetlen helyes utat, és nem kutatja az ellentmondások okait. A megdöbbent hallgatóság a tárgyalás végén már nem éljenzi Bradyt, az emberek zavartan távoznak.
A megcsalt és kijátszott Rachel Brown meglátogatja Bradyt, hogy számonkérje, miért élt vissza a bizalmával. Sarah, Brady felesége megvédi férjét: nem isten, nem ördög, hanem ember, aki becsületesen, elvhűen hisz valamiben, és tévedései is emberiek. Brady először összeomlik, hogy az emberek elfordultak tőle, kinevették, de nem adja fel. Másnapra nagy beszéddel készül tanúságot tenni az igaz ügy mellett.
Az ítélethirdetésről a chicagói rádió is egyenes közvetítést ad. Drummondot kioktatják a „PC” fontosságáról: a rádióban sem Isten, sem ördög nevét nem szabad kiejteni. Az esküdtszék bűnösnek mondja ki az alperest. A sajtó izgatottan latolgatja a lehetséges következményeket. A polgármester azonban odasúgja a bírónak a kormányzó üzenetét: nagyon rossz a város sajtója, közelednek a választások, valahogyan vegye élét a dolognak. A precedens nélküli ügyben a bíró salamoni ítéletet hirdet: Bertrand Cates bűnös, de csak 100 dollár pénzbüntetésre ítéli. Brady tiltakozik: titáni bűnügyben elrettentő mértékű büntetést követel. Drummond bejelenti, hogy egyetlen dollárt sem fizetnek, fellebbeznek az Egyesült Államok Legfelsőbb Bíróságához. A bíró sietve lezárja a tárgyalást, a hallgatóság oszlani kezd, Brady kétségbeesve próbálja elmondani hatalmas szónoklatát, de senki sem figyel rá. Szörnyű felindulásában holtan esik össze.
Mindenki hazaindul. A cinikus Hornbeck szerkesztő utolsó tudósítását küldi újságjának: „Brady halálra ette magát.” Drummond lesújtóan szól rá: Brady nagy ember volt, őszintén hitt az ügyben, amiért egész életében becsülettel és következetesen harcolt. Csak azért bukott el, mert Istent túl messze és túl magasan kereste. Hornbeck ellenben nem hisz semmiben, csak gúnyolódni tud mindenen és mindenkin, senki sem fontos neki, és ő sem lesz soha fontos senkinek. Drummond végül hóna alá csapja Darwin könyvét és Brady Bibliáját, és mindkettőt magával viszi.

## Szereposztás
| Szerep                              | Színész           | Magyar hangja (1. szinkron, 1962) | Magyar hangja (2. szinkron, 1972) | Magyar hangja (3. szinkron) | Magyar hangja (4. szinkron) |
| ----------------------------------- | ----------------- | --------------------------------- | --------------------------------- | --------------------------- | --------------------------- |
| Henry Drummond ügyvéd               | Spencer Tracy     | Greguss Zoltán                    | Mádi Szabó Gábor                  | Kránitz Lajos               | Barbinek Péter              |
| Matthew Harrison Brady              | Fredric March     | Ráday Imre                        | Egri István                       | Fodor Tamás                 | Kertész Péter               |
| E. K. Hornbeck szerkesztő           | Gene Kelly        | Bárdy György                      | Bodrogi Gyula                     | Gyabronka József            | Kapácsy Miklós              |
| Bertram T. Cates tanár              | Dick York         | Mécs Károly                       | Juhász Jácint                     | Fekete Ernő Tibor           | Előd Álmos                  |
| Rachel Brown, a tiszteletes leánya  | Donna Anderson    | Margitai Ági                      | Káldy Nóra                        | Györgyi Anna                | Orosz Helga                 |
| Mel Coffey bíró                     | Harry Morgan      | N/A                               | Velenczey István                  | N/A                         | N/A                         |
| Jeremiah Brown tiszteletes          | Claude Atkins     | N/A                               | Inke László                       | N/A                         | Uri István                  |
| Tom Davenport államügyész           | Elliott Reid      | N/A                               | Lőte Attila                       | N/A                         | Harmath Imre                |
| Horace „Mort” Meeker törvényszolga  | Paul Hartman      | N/A                               | Csákányi László                   | N/A                         | Háda János                  |
| Jason Carter polgármester           | Philip Coolidge   | N/A                               | Somogyvári Pál                    | N/A                         | N/A                         |
| Howard, diák                        | Jimmy Boyd        | N/A                               | N/A                               | N/A                         | Dányi Krisztián             |
| John Stebbins                       | Noah Beery Jr.    | N/A                               | Fillár István                     | N/A                         | N/A                         |
| WGN rádiótechnikus                  | Norman Fell       | N/A                               | Csurka László                     | N/A                         | N/A                         |
| George Sillers, esküdt              | Gordon Polk       | N/A                               | Szatmári István                   | N/A                         | N/A                         |
| Mrs. Krebs, tisztes polgárasszony   | Hope Summers      | N/A                               | Kelemen Éva                       | N/A                         | N/A                         |
| Jessie H. Dunlap, felmentett esküdt | Ray Teal          | N/A                               | Bodor Tibor                       | N/A                         | Karsai István               |
| Mrs. Stebbins                       | Renee Godfrey     | N/A                               | N/A                               | N/A                         | N/A                         |
| Sarah Brady                         | Florence Eldridge | Bulla Elma                        | Náray Teri                        | Pásztor Erzsi               | Sáfár Anikó                 |
| Bankár                              | George Dunn       | N/A                               | Körmendi János                    | N/A                         | Pálfai Péter                |
| Sam, békebíró                       | Robert Osterloh   | N/A                               | Horkai János                      | N/A                         | Tarján Péter                |

## Zene
- A film többször visszatérő betétdala az „Old-Time Religion”(wd) című 19. századi protestáns hitvalló gospel, amelyet a keresztény hívek gyűlésein, felvonulásain énekelnek.

- A vádlottat és védőjét fenyegető éjszakai fáklyás tiltakozó menet résztvevői a „Battle Hymn of the Republic”(wd) hazafias induló dallamát éneklik, de aktualizált szöveggel „We’ll Hang Bert Cates to a Sour Apple Tree” (felkötjük Bert Cates-t a vadalmafára). A „csatahimnusz” dallama egyébként egyezik az ismert „John Brown’s Body”(wd) dallamával.[13] (Magyarországon ennek gyermekdal-változata is ismert: „János bácsi a csatában” szöveggel).

## A történet valós háttere
Jerome Lawrence és Robert Edwin Lee 1955-ös színműve és az ebből készült 1960-as Stanley Kramer-film az 1925-ös daytoni majomper (hivatalos nevén Scopes-per) eseményeit dolgozza fel, amely 1925. június 10. és július 21 között zajlott. A perben John T. Scopes középiskolai tanárt bűnösnek találták és elítélték a darwini tanok oktatása miatt, mivel ez ellenkezett Tennessee állam korabeli törvényével. A színműben és Kramer filmjében szereplő karakterek: Matthew Harrison Brady közvádló, Henry Drummond védő, Bertram T. Cates tanár és E. K. Hornbeck újságíró megfelelnek (ebben a sorrendben) a valós per valós személyeinek: William Jennings Bryan közvádlónak, Clarence Darrow ügyvédnek, John T. Scopes tanárnak és H. L. Mencken újságírónak. A színpadi mű és Kramer filmje azonban csak nagy vonalakban követi az eredeti történéseket, a színpadi mű szerzői, Lawrence és Lee az 1955-ös szövegkönyvre rányomtatták, hogy nem történelmi szakmunkát írtak, sok eseményt megváltoztattak és hozzáköltöttek. A színmű és Kramer filmje tiltakozás az 1950-es évek mccarthyzmusa, a szabad emberi gondolkodás üldözése ellen.

## További információ
- A Wikimédia Commons tartalmaz Aki szelet vet (film(1960) témájú kategóriát.
- A Wikimédia Commons tartalmaz Aki szelet vet (film(1960), trailer képek témájú kategóriát.

- Aki szelet vet a PORT.hu-n (magyarul)
- Aki szelet vet az Internetes Szinkronadatbázisban (magyarul)
- Aki szelet vet az Internet Movie Database-ben (angolul)
- Aki szelet vet a Rotten Tomatoeson (angolul)
- Aki szelet vet a Box Office Mojón (angolul)